# Grootegast
Grootegast (phát âmⓘ) là một đô thị ở đông bắc Hà Lan. Đô thị này có 12.151 dân, diện tích 86,88 km2. Đây là đô thị kết nghĩa với Kingston, Tasmania.

## Các trung tâm dân số
Doezum, Enumatil, Faan, Grootegast, Kornhorn, Lutjegast, Niekerk, Oldekerk, Opende, Sebaldeburen.
Ở một vài làng, người ta vẫn còn nói tiếng Tây Frisia.

## Làng Grootegast
Grootegast là làng chính của đô thị. Tên của làng này được ghép từ hai từ 'gast' hay 'gaast', một dãy cát dài ở một khu vực đầm lầy, Groot trong tiếng Hà Lan nghĩa là 'lớn'.
Grootegast là nơi sinh của Cornelius Van Til.

## Lutjegast
Lutjegast là một làng ở đô thị Grootegast. Trong phương ngữ Groningen của Hạ Đức 'Lutje' có nghĩa là nhỏ.
Lutjegast là nơi sinh của Abel Tasman. 